# Silverdalen
Silverdalen är en tätort i Lönneberga socken i Hultsfreds kommun i Kalmar län, som ligger vid Nässjö-Oskarshamns Järnväg. Länsväg 129 passerar genom orten. Orten ligger vid Silverån.
Silverdalen ligger endast 600 meter från det mindre samhället Lönneberga, men de två orterna räknas statistiskt som separata orter. Orternas utveckling har skett parallellt med den för bygden länge dominerande arbetsgivaren Silverdalens pappersbruk som bas, men även tack vare institutioner som Lönneberga Sparbank, kommunal service..

## Historik
Orten är en gammal bruksort, belägen invid Silverån. Där ån bildade ett fall, byggdes först en kvarn tillhörande Hällefors gård. Året 1874 invigdes järnvägen Nässjö–Oskarshamn som går genom bygden och samma år lät dåvarande ägaren av Hällefors gård uppföra ett träsliperi för tillverkning av pappersmassa, vilket omsider ledde till grundandet av Hällefors pappersbruk (från 1931 kallat Silverdalens pappersbruk). När detta skedde, var övre stranden av kvarndammen del av Lönneberga kommun, medan den nedre stranden (där huvudparten av bebyggelsen ligger idag) var del av Vena kommun. Vid denna tid var omgivningen sparsamt bebyggt med enstaka gårdar, torp och backstugor.  

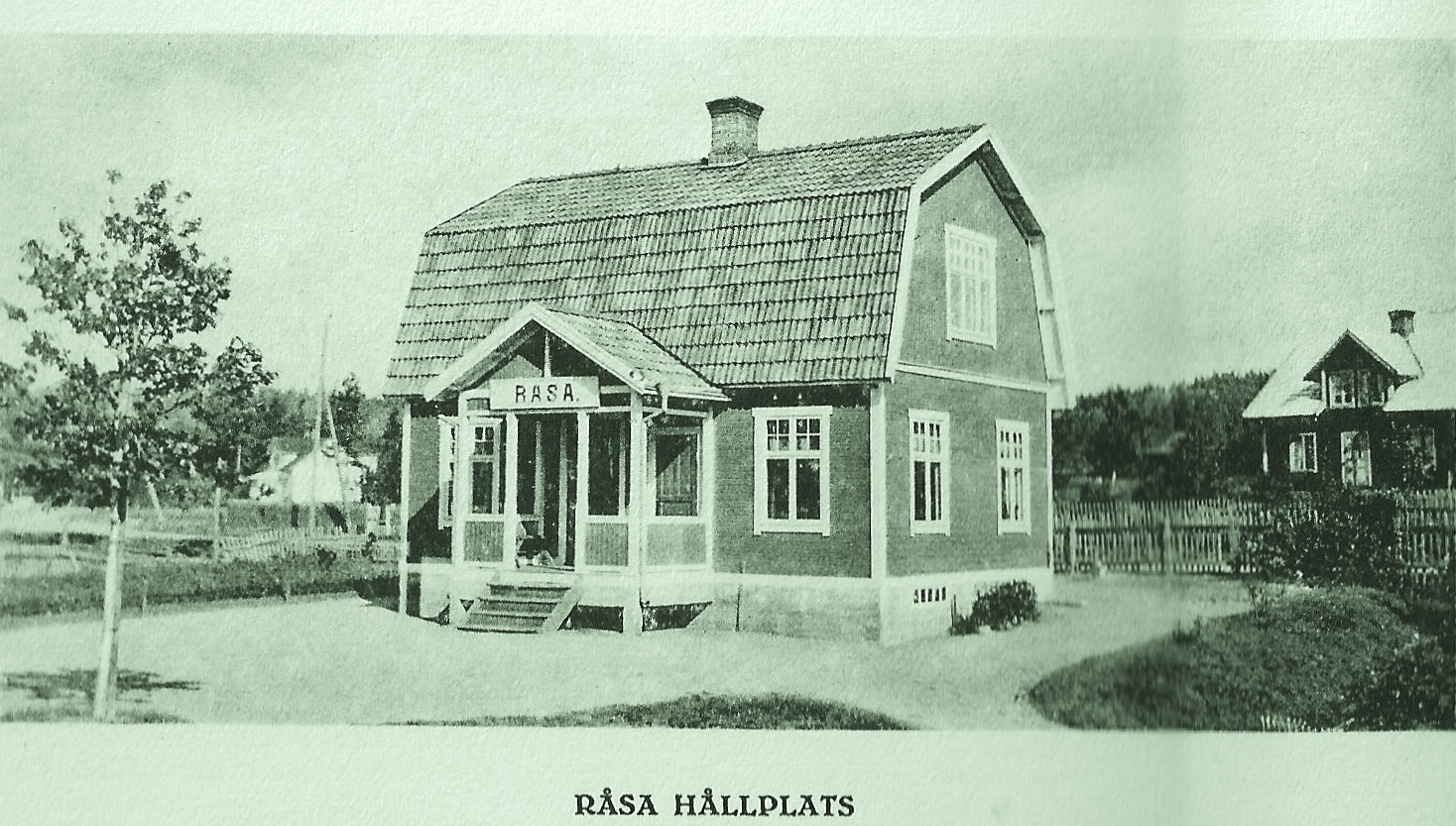
Råsa Hållplats

Samhällsbildningen tog riktig fart under bruksdisponent Fredrik Esmarch  som övertog pappersbruket 1907. I minnesskriften Silverdalen beskriver Fredrik Esmarch utvecklingen av bruket samt hur han aktivt medverkade till bildandet av samhället; bland annat då han av Svenska Tändsticksbolaget inköpte omfattande områden på den nedre åstranden och drev skiftet av kommuntillhörighet området från Vena kommun till Lönneberga kommun, samt då stora delar av marken såldes vidare till brukets arbetare för 10 öre per kvm och som fick hjälpt av bruket för att lånefinansiera byggandet av deras egna hem.
Platsen benämndes allmänt som Hällefors fram till det att järnvägen kom och järnvägens hållplats angavs som Råsa hållplats. Namnet Råsa kom enligt uppgift  av det varit ett torpnamn beläget nära den plats som gjordes till hållplats. År 1931 inrättades poststation vid Råsa hållplats och då genomdrev Ortnamnskommissionen namnbyte av orten till Silverdalen efter att Postverket 6 november 1931 bifallit namnbytet genom att konstatera att "Enär namnet Råsa på grund av namnlikhet med Råda icke kan av postverket godkännas såsom benämning å poststation har av disponenten (dir. Esmarch) ....föreslagits namnet Silverdalen för postationen och hållplatsen"
På orten bedrevs papperstillverkning på Silverdalens pappersbruk inom bolaget Brusafors-Hällefors AB till och med 1970, då bruket blev en del av MoDo Paper. År 2000 tog Metsä Serla (M-real) över som ägare och lade ner det 2002.
Åren 2003 och 2012 drabbades Silverdalen av kraftiga översvämningar.
Under hösten 2014 beslöt trafikbolagen i Jönköpings respektive Kalmar län att dra in persontågstrafiken på sträckan mellan Eksjö och Hultsfred (Bockabanan). Orten var en av de platser som drabbades av indragen persontågstrafik då beslutet trädde i kraft från och med den 14 december 2014.

### Befolkningsutveckling
| Befolkningsutvecklingen i Silverdalen 1960–2020 | Befolkningsutvecklingen i Silverdalen 1960–2020 | Befolkningsutvecklingen i Silverdalen 1960–2020 | Befolkningsutvecklingen i Silverdalen 1960–2020 | Befolkningsutvecklingen i Silverdalen 1960–2020 |
| ----------------------------------------------- | ----------------------------------------------- | ----------------------------------------------- | ----------------------------------------------- | ----------------------------------------------- |
|                                                 |                                                 |                                                 |                                                 |                                                 |
| År                                              |                                                 |                                                 | Folkmängd                                       | Areal (ha)                                      |
| 1960                                            | 1960                                            |                                                 | 1 087                                           |                                                 |
| 1965                                            | 1965                                            |                                                 | 1 102                                           |                                                 |
| 1970                                            | 1970                                            |                                                 | 1 202                                           |                                                 |
| 1975                                            | 1975                                            |                                                 | 1 187                                           |                                                 |
| 1980                                            | 1980                                            |                                                 | 1 075                                           |                                                 |
| 1990                                            | 1990                                            |                                                 | 1 028                                           | 138                                             |
| 1995                                            | 1995                                            |                                                 | 1 021                                           | 140                                             |
| 2000                                            | 2000                                            |                                                 | 867                                             | 140                                             |
| 2005                                            | 2005                                            |                                                 | 791                                             | 140                                             |
| 2010                                            | 2010                                            |                                                 | 725                                             | 139                                             |
| 2015                                            | 2015                                            |                                                 | 681                                             | 125                                             |
| 2020                                            | 2020                                            |                                                 | 666                                             | 126                                             |
|                                                 |                                                 |                                                 |                                                 |                                                 |

## Kyrka
I tätorten finns den fristående lutherska församlingen Silverdalens Evangelisk Lutherska Församling, som har ett femtiotal medlemmar.

## Näringsliv
I närbelägna Lönneberga ligger legoföretaget Lönneberga Mekaniska Verkstad, som efterträdde trucktillverkaren Silverdalens Mekaniska Verkstad, efter det att detta företag 1994 flyttat huvuddelen av sin produktion till Markaryd och 1997 lade ned sin tillverkning i Lönneberga. Silverdalens Mekaniska Verkstad, numera Konecranes Lifttrucks AB, grundades 1949.

## Litteratur

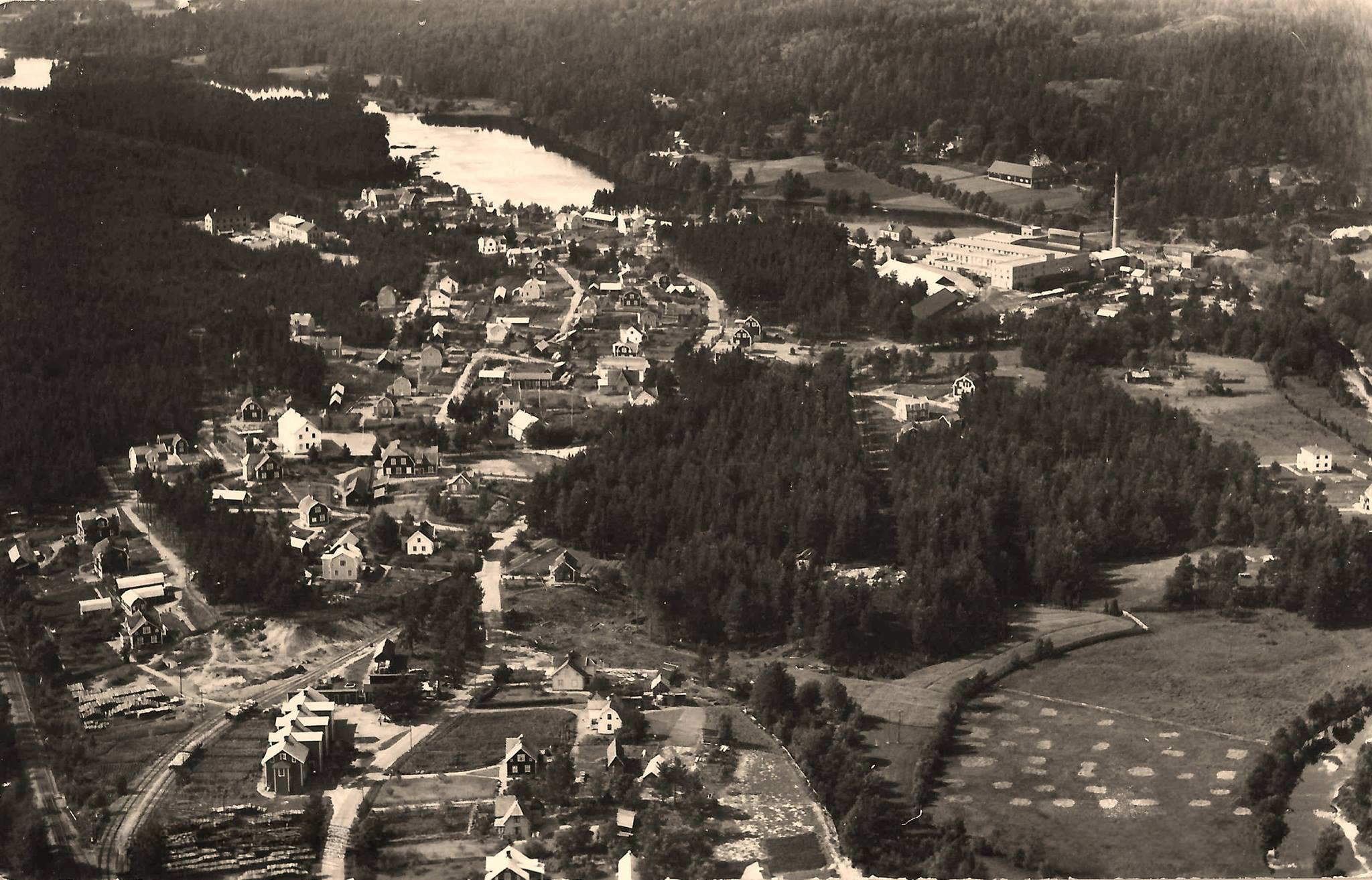
Flygfoto över Hällefors och Silverdalen omkring 1930